# Nyamuzizima
Nyamuzizima är ett vattendrag i Burundi.   Det ligger i provinsen Gitega, i den centrala delen av landet, 60 km sydost om huvudstaden Bujumbura.
I omgivningarna runt Nyamuzizima växer huvudsakligen savannskog. Runt Nyamuzizima är det ganska tätbefolkat, med 230 invånare per kvadratkilometer.